# L'eccezione e la regola
L'eccezione e la regola (Die Ausnahme und die Regel) è un'opera teatrale del drammaturgo tedesco Bertolt Brecht, scritta tra il 1929 e il 1930 con lo scopo di essere rappresentata nelle fabbriche e nelle scuole per diffondere i principi del socialismo, ma portata a teatro per la prima volta in Europa soltanto nel 1947 a Parigi. La prima mondiale dell'opera era avvenuta a Givat Haim, in Palestina, nel 1938.

## Trama
Un ricchissimo Mercante deve attraversare il deserto del Yahi per concludere un accordo petrolifero a Urga. Durante il viaggio le differenze socio-economiche tra lui e il suo portatore, il Coolie, si fanno notare e mentre il Mercante diventa sempre più spaventato dal deserto la sua violenza aumenta, dato che senza il supporto della polizia si sente vulnerabile da potenziali attacchi da parte dei suoi impiegati. Dopo aver licenziato la guida, il Mercante si perde nel deserto e comincia a soffrire per la carenza d'acqua che affligge lui e la sua carovana. Il ricco capitalista spara al Coolie, credendo che l'uomo cercasse di aggredirlo, quando in realtà il portatore gli stava offrendo l'acqua rimastagli nella borraccia. 
Il Mercante viene portato a processo, ma viene assolto da ogni accusa: secondo il Giudice, infatti, egli aveva ogni diritto di temere persone di una classe sociale inferiore e di conseguenza l'omicidio era giustificato, indipendentemente dalla reali intenzioni del Coolie.

## Storia degli allestimenti
Brecht scrisse Die Ausnahme und die Regel come parte dei suoi Lehrstücke, i drammi didascalici di matrice marxista con cui si proponeva di diffondere gli ideali e i principi socialisti nelle classi operaie e nelle scuole. L'ascesa del nazismo in Germania rese l'opera, un atto unico della durata di circa un'ora, irrappresentabile nel Paese natale di Brecht e la prima dell'opera avvenne al Kibbutz Givat Chaim, in Palestina nell'agosto 1938, in lingua ebraica e per la regia di Alfred Wolfe.
Soltanto la fine della seconda guerra mondiale rese possibile l'allestimento della pièce in Europa, che fece il suo esordio europeo al Théâtre de Poche Montparnasse di Parigi nel 1947, con la regia di Jean-Marie Serreau. La prima italiana del dramma è dell'11 maggio 1962, quando Giorgio Strehler la portò in scena al Piccolo Teatro di Milano in repertorio con un altro atto unico, Ricordo di due lunedì di Arthur Miller, ottenendo recensioni positive e venendo riproposto anche su Rai Radio 2 nel 1969.